# جرمی آلیر
جرمی آلیر (انگلیسی: Jeremy Allaire؛ زادهٔ ۱۳ مهٔ ۱۹۷۱) اهالی کسب‌وکار، و کارآفرین اهل ایالات متحده آمریکا است. او مدیرعامل و بنیانگذار شرکت سیرکل است.

## زندگی‌نامه
جرمی آلیر متولد ۱۳ می ۱۹۷۱ است. او با برادرش جی جی آلیر شرکت Allaire Corporation را در سال ۱۹۹۵ تأسیس کردو در سال ۲۰۰۱ شرکت را به مبلغ ۳۶۰ میلیون دلار فروخت. آلیر در سال ۲۰۰۴ Brightcove که یک پلتفرم ویدئویی آنلاین را تأسیس کرد.